# Zoulikha (chanteuse)
Zoulikha de son vrai nom Hassina Louadj née le 6 décembre 1957 à Khenchela et morte le 15 novembre 1993 à Kouba et enterrée à Khenchela est une chanteuse algérienne, populaire dans les années 1970. Elle a produit 30 albums, a le même style que Teldja et puise dans le répertoire musical arabo-berbère de l'Aurès et de l'Afrique du Nord.

## Biographie
Native des Aurès, son père est originaire de Bou Saâda,. Elle a commencé à chanter jeune, à l'âge de dix ans.
Zoulikha a enregistré dans une maison de disques un premier album dont les titres sont Ma tabkich ya Salima (« Ne pleure pas Salima ») et Esbitar El-âali (« L'hôpital du haut »). Arrivée à Alger, elle participe à une émission musicale  dont le titre est Alhane wa Chabab (« rythmes et jeunes ») de télévision algérienne, cette émission l'a rendue connue, elle enregistre après 30 albums en format cassette. Elle meurt en 1993 à Kouba et enterrée par sa famille à Khenchela.

## Décorations
- Achir de l'ordre du Mérite national d'Algérie.